# Isole Khazar
Le isole Khazar (in azero: Xəzər Adalari, Isole Cazare), note come le Isole del Mar Caspio o come Caspian Islands, sono un ambizioso progetto urbanistico che prevede la costruzione di un arcipelago di una cinquantina di isole artificiali situato a circa 25 km dalla costa meridionale di Baku, capitale dell'Azerbaigian.
Realizzato dalla società azera Avesta Concern, il sito di una superficie di 3.000 ettari dovrebbe ospitare 400 000 residenti permanenti e circa 200 000 turisti, hotel, ospedali, scuole, parchi e centri commerciali, campus universitari e anche un circuito di Formula 1
.

## Il progetto
Il piano di investimenti dichiarato era di $ 100 miliardi, di cui $ 30 miliardi provenienti da investitori stranieri e altri $ 30 miliardi dalle vendite di appartamenti: costruire una città che mira a ospitare 1 milione di residenti in uno sviluppo con 150 scuole, 50 ospedali e centri diurni, numerosi parchi, centri commerciali, centri culturali e un campus universitario; più una pista di Formula 1 intorno ad un gioiello ingegneristico, una torre da $2 miliardi Azerbaijan Tower (progettata per essere la più alta del mondo).
La città doveva essere dotata di 150 ponti e un grande aeroporto municipale per collegare le isole alla terraferma. Si prevede che, in generale, la città, una volta completata nel 2022-2023, ospiterà 1 milione di abitanti. Secondo il progetto, il prezzo degli appartamenti completamente rinnovati sarà di circa $ 4000–5000 al metro quadrato
Tutte queste strutture saranno in grado di resistere a terremoti di magnitudo 9,0. Secondo quanto riferito, il presidente del gruppo "Avesta Group", Ibrahim Ibrahimov, ebbe l'ispirazione durante un volo tra Baku e Dubai. Ibrahimov ha dichiarato che vari investitori statunitensi, turchi, arabi e cinesi hanno mostrato interesse per il progetto che ha descritto come una "nuova Venezia".

## Storia
La costruzione delle Isole Khazar è iniziata nel marzo 2011 e durante il boom economico dell'Azerbaigian sono stati realizzati importanti lavori di costruzione. Nell'agosto 2014, la principale area della spiaggia è stata aperta con una fanfara, con molti edifici grattacieli già in parte costruiti. Tuttavia, le incognite sulla gigantesca scala del progetto e sul design eccessivamente ambizioso sono diventati più evidenti nel 2015 con il crollo del prezzo del petrolio.
Tra il 12 maggio e il 27 maggio 2015 Ibrahimov è stato arrestato a causa dell'incapacità della sua società di compensare il rimborso del debito di Avesta nei confronti della International Bank of Azerbaijan, un debito che si sarebbe stimato essere di circa 57 milioni di dollari. Dopo il rilascio di Ibrahimov, la società ha assicurato che il progetto sarebbe stato completato tra il 2020 e il 2025 grazie a investitori dalla Cina disposti a colmare il deficit di finanziamento.
In un'intervista dell'aprile 2017, Ibrahimov ha insistito sul fatto che i lavori sarebbero ripresi nel corso dell'anno. Tuttavia, già nell'ottobre 2017 l'imprenditore ha sollevato perplessità sulla continuazione del progetto Isole Khazar. A gennaio 2018, c'erano pochi segnali di ripresa dei lavori.